# Kleinsiepen
Kleinsiepen ist eine Hofschaft in Radevormwald im Oberbergischen Kreis im nordrhein-westfälischen Regierungsbezirk Köln in Deutschland.

## Lage und Beschreibung
Nur 150 Meter von der Hofschaft entfernt liegt im Norden der Ortsrand des Radevormwalder Stadtteils Bergerhof. Weitere Nachbarorte sind Geilensiepen und Nadelsiepen.
Der in den Ispingrader Bach mündende Geilensiepen fließt nördlich der Hofschaft vorbei.
Politisch im Stadtrat von Radevormwald vertreten wird die Hofschaft durch den Direktkandidaten des Wahlbezirks 90.

## Geschichte
Auf der topografischen Karte der Jahre 1894 bis 1896 ist Kleinsiepen erstmals eingezeichnet.